# Centaurea montis-borlae
Centaurea montis-borlae — вид квіткових рослин айстрових (Asteraceae). Ендемік Італії.
Карликовий багаторічник, злегка пухнасто-зелене листя, кілька фіолетово-пурпурових квіток, 5–10 см. Апуанські Альпи, Італія.